# ゆうき図書館
ゆうき図書館（ゆうきとしょかん、英語: Yuki Library）は、茨城県結城市国府町一丁目にある公立図書館。2017年（平成29年）4月1日より指定管理者である公益財団法人結城市文化・スポーツ振興事業団が運営する。
ICタグの導入や自動化書庫の採用など開館当時の最新鋭の技術を取り入れた図書館として2004年（平成16年）に開館した。施設だけでなく、情報技術を駆使した各種Webサービスの提供、名誉館長の新川和江から寄贈された図書やゆかりの品の所蔵と公開、新川にちなんだ詩のコンテストの開催などサービス面でも多くの特色を有する。

## 歴史

### 公民館図書室時代（1961-2004）
結城市は1954年（昭和29年）6月に、浦町児童公園に既にあった木造2階建ての建物を改装して結城市立公民館を設立した。この公民館には当初、図書室はなかったが、2階に郷土史資料室が設けられ、その後1961年（昭和36年）7月に図書室が設置された。1970年（昭和45年）8月に総工費1億6000万円をかけて鉄筋コンクリート構造4階建ての新しい結城市立公民館が建設されると、同年10月に最上階の4階に図書室が置かれた。
1986年（昭和61年）7月になると、「結城市公民館図書分室」として公民館から独立した建物を得て業務を開始した。結城市公民館図書分室は鉄筋コンクリート構造2階建て、延床面積457.6m2の建築物で、大町と通称される地域（結城13番地2）にあった。1987年（昭和62年）3月31日時点の蔵書数は12,696冊、職員数は4人で、うち2人は司書資格を有していた。1986年（昭和61年）度の利用登録者数は5,915人（うち児童が4,409人）で貸出冊数は34,014冊、開館時間は9時30分から17時まで、休館日は月曜日であった。また、公民館図書室としては珍しくレファレンスサービスも提供しており、電話により年間72件のレファレンスをこなしていた。
2004年（平成16年）5月15日にゆうき図書館が開館するにあたって、図書分室は閉室となった。その際、図書分室の保有していた図書の一部はゆうき図書館へと引き継がれた。閉室前の統計を見ると、2003年（平成15年）3月31日時点の蔵書数は85,236冊に増加、職員数は6人で、うち3人は司書資格を有していた。2002年（平成14年）度の利用登録者数は14,817人で貸出冊数は50,171冊、開館時間は10時から18時まで（土日は17時まで）、休館日は月曜日であった。

#### 図書館建設計画（1994-2004）
1994年（平成6年）1月、11人の委員から成る公共図書館建設検討委員会が発足、同年12月に結城市長宛に建議書を提出した。続いて委員会は1995年（平成7年）1月より基本構想案の策定に向けて準備を進め、1997年（平成9年）11月になって構想案をまとめた報告書を結城市当局に提出した。1998年（平成10年）8月には結城市出身の詩人・新川和江より図書館建設費の寄付を受け、同年12月に委員18人と専門委員2人で構成する図書館建設委員会が発足、本格的に計画が始動した。
1999年（平成11年）には図書館等準備室や駅前振興課といった部署が市役所に設けられ、2000年（平成12年）12月20日に記者クラブへ向けて計画を公表した。ここで発表されたのは、結城駅北口開発の拠点として図書館を核とする結城市民情報センターを建設することで、総事業費約39億円、2003年（平成15年）度中の開館を目指すとした。元々この施設は民間主導型の第三セクター方式で建設予定であったが、資金調達のめどが立たないため市の単独事業として建設に踏み切った。
2001年（平成13年）4月に市民情報センター準備室が結城市教育委員会内に発足し、新図書館のための資料購入を開始した。2002年（平成14年）3月に市民情報センターが着工し、2003年（平成15年）12月の結城市議会で結城市民情報センターとゆうき図書館の設置根拠となる条例が可決され、2004年（平成16年）3月に建物が完工、4月に組織としてのゆうき図書館が発足した。

### 開館後（2004-）
2004年（平成16年）5月15日、結城市民情報センターの完成式が挙行され、同時にゆうき図書館も開館し、名誉館長に新川和江が就任した。総工費は約47億円であった。蔵書管理にICタグを導入したのは、同年4月23日に開館した笠間市立図書館（現・笠間市立笠間図書館）に次いで茨城県で2番目であった。開館にあたって図書館として特別な宣伝を行ったわけではなかったが、各種マスメディアで取り上げられたこともあり、開館から1年で100団体1,600人超の視察・見学者を集め、一般の入館者数は40万人を突破した。図書館を利用した経験のなかった結城市民の中には、利用方法が分からなかったり、職員に意味不明な質問を投げかけたりするなど、戸惑う人も多かったという。2004年（平成16年）9月3日、ブックスタート事業を開始した。
開館から1年後の利用登録者数は約13,000人で、うち2,000人ほどが結城市外の住民であった。貸し出しに住所要件を設けなかったことから、市外の貸出利用者は栃木県小山市から千葉県まで幅広くなった。蔵書数は11万7千冊でうち1万冊は公民館図書分室から引き継いだものであった。
2005年（平成19年）8月、図書館が所蔵する雑誌の紹介を目的としてブログを開設、2007年（平成19年）には「ゆうき図書館Webサービス勉強会」を立ち上げ公共図書館におけるウェブサービスの提供を推進し始めた。2009年（平成21年）2月14日に第1回新川和江賞の表彰式を挙行、以後毎年2月中旬に表彰を行うようになる。
2011年（平成23年）3月11日に発生した東北地方太平洋沖地震では、結城市結城で震度5強を観測し、ゆうき図書館では火災報知器の誤作動による火災発生を告げるアナウンスが流れた。幸い来館者・職員ともに怪我人はなかったが、結城市民情報センター全体の休館を即決した。図書館では開架室で公開する図書の8割が落下し、3階ギャラリーのガラス扉が倒れた図書の重みに耐えきれずに割れる被害が発生した。翌3月12日より再開に向けた作業を開始した一方で、余震が続いたためすぐ書架に資料を戻すことはせず、書架の前に本を並べ、余震の回数が減るのを待つという作戦を執った。また震災をきっかけに書架を低くする作業を並行して行った。こうした被害状況や復旧作業の情報は順次写真付きでインターネットで公開を続け、4月1日に図書館を再開し、「災害と対策」と題した企画展示を行ったほか、震災に関する情報を発信しているウェブサイト一覧を紙媒体で配布した。同年10月1日、ギャラリー2で「多田富雄コレクション」の公開を開始し、2015年（平成27年）3月27日に多田富雄資料室を設置した。2015年（平成27年）9月4日より、常陽銀行の寄贈を受けて「読書履歴プリントシステム」（読書通帳）の運用を開始した。
2014年（平成26年）4月1日より、結城市民情報センターの運営に指定管理者制度が導入され、公益財団法人結城市文化・スポーツ振興事業団の運営に移行した。この時点ではゆうき図書館は市の直営が維持されたが、結城市民情報センターの第2期指定管理においてゆうき図書館を含めることとなったため、2017年（平成29年）4月1日より、ゆうき図書館も結城市文化・スポーツ振興事業団の運営となった。

## 利用案内
成人向けにはIT関連書籍の充実を進め、子供向けにはブックスタート事業やボランティアによるおはなし会を提供する。重点収集資料はIT関連書のほか、郷土の伝統工芸品・結城紬に関する「染織関連資料」と、新川和江に関連した詩に関する資料、結城市に関する資料、茨城県と隣接県の市町村史から成る「郷土資料」である。収集図書は新刊書に限らず、絶版書を古書で購入することもある。
図書館見学会は特定の日を指定するのではなく、随時受け付けており、職員の案内で自動返却装置と自動化書庫の見学ができる。
- 開館時間：9時から19時まで
- 休館日：月曜日（祝日・夏休み期間の場合は開館）、特別整理期間、年末年始
- 貸出制限：住所要件はない。（期限内に返却できること。）
- 貸出可能冊数：図書=制限なし、雑誌=3冊（最新号除く）、AV資料=3点
- 貸出可能期間：図書=14日間、雑誌・AV資料=7日間
- 予約、リクエスト、貸出延長、相互貸借、レファレンスサービス、団体貸出、文献複写、ノートパソコンの貸し出し（館内利用、インターネットのみ利用可）が可能。
- 自動貸出機、音声・拡大読書器（よむべえ）あり。

### 情報機器・データベースの利用
開館当時より館内で利用できるノートパソコンを110台も保有し、希望者に貸し出していた。このノートパソコンはインターネットのみ利用可能（一部はAV資料の視聴用）で、利用時間に制限は設けられていない。特別な手続きなしで利用できるデスクトップパソコンも館内に設置し、こちらも利用時間無制限で提供している。利用者が個人のパソコンを持ち込むことも可能であり、無線LANを開放している。なお図書館という性格上、一部アクセス制限がかかっている。
商用データベースとしては、日本経済新聞社の「日経テレコン21」、朝日新聞社の「聞蔵」、日外アソシエーツの「NICHIGAI/WEB」、ネットアドバンスの「JapanKnowledge」などの利用契約を結んでおり、一般利用者が自由に使うことができる。市民であるか否かを問わず、これらのデータベースの利用料は無料で、料金を支払えば印刷も可能である。

### 雑誌の永年保存
人口5万人規模の市の図書館としては充実した430種（寄贈も含む）の雑誌を所蔵しており、中には発行部数が少ない雑誌、地方出版社・小規模出版社の雑誌も含まれる。書庫のスペースや利用率の問題から、多くの公共図書館では雑誌のバックナンバーを除籍してしまうが、ゆうき図書館では「貴重な財産」とみなして原則的に永年保存する方針を打ち出している。なお、永年保存される雑誌は発行から1年経つと貸出不可となり、製本して保存する。

## 結城市民情報センター

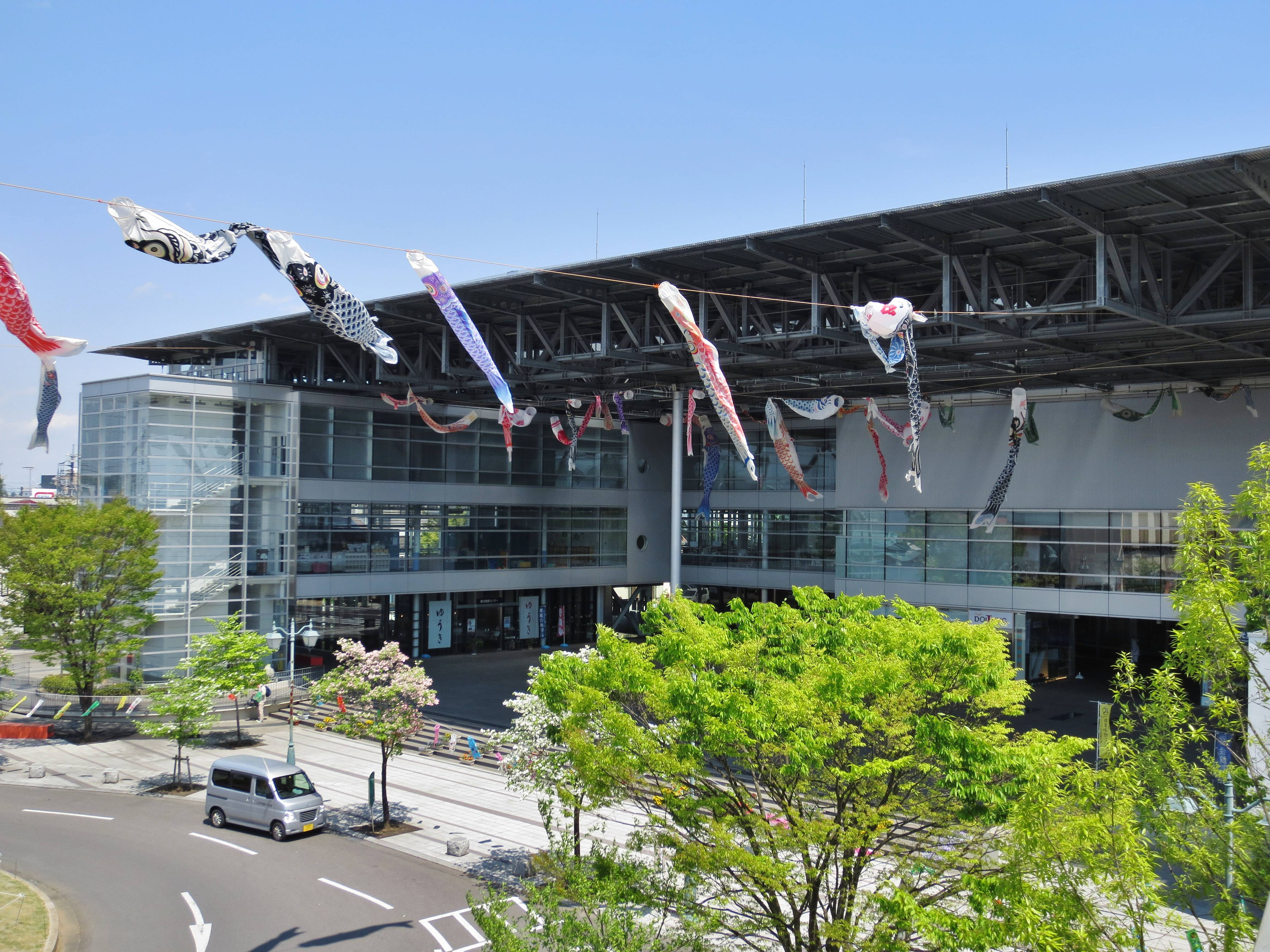
結城市民情報センター

結城市民情報センター（ゆうきしみんじょうほうセンター、英語: Yuki Information + Communication Center）は、結城駅北口前に建設された、ゆうき図書館を核とする複合施設。「人と情報、人と人、過去と未来の結び目」が建物全体のコンセプトになっており、結城市の情報の起点・交点となることを目的としている。1枚屋根を特徴とし、屋上に天体ドームを備える。地上4階地下1階建てで、敷地面積は6,997.33m2、建築面積は5,064.98m2、延床面積は14,396.21m2である。
2014年（平成26年）に指定管理者制度が導入され、公益財団法人結城市文化・スポーツ振興事業団が管理運営する。図書館部分については2017年（平成29年）から結城市文化・スポーツ振興事業団の指定管理に移行している。
設計者は三上建築事務所の三上清一・益子一彦である。益子は江戸時代の町割りを現代まで受け継ぐ結城の中心市街地に市民情報センターを建設するという点に注目し、リアルなネットワークと現代的な情報ネットワークを重ね合わせた「街のサーバ」として市民情報センターが機能するように設計を行った。そのためにガラス張りの建物と内部の大きな吹き抜けで、どこからでも「見る」・「見られる」関係となるようにし、流動性を維持できるように将来的な撤去や交換などがしやすい家具や仕切りを配置した。施工は建築と外構を鹿島建設関東支店が、家具とサインを小西が担当した。
天体ドームには世界的にも珍しいフローライトレンズを備えた天体望遠鏡を設置する。ドームでは観測会が開かれ、特に月食や流星群などの天文現象が見られる際には多くの観測者が訪れる。
館内
| 階      | 面積（m2） | 主な施設                                                                                         | 主な施設            |
| 4階     | 342.62     | 天体ドーム                                                                                       | ゆうき図書館        |
| 3階     | 2,698.71   | 多目的ホール、会議室、IT研修室                                                                   | ゆうき図書館        |
| 2階     | 3,245.80   | フリースペース、結城市子育て支援センター                                                         | ゆうき図書館        |
| 1階     | 2,816.20   | エントランスホール、総合案内カウンター、市民ひろば、観光物産センター、ドイトンコーヒー結城駅前店 | ゆうき図書館        |
| 地下1階 | 5,292.88   | 駐車場（113台収容）                                                                              | 駐車場（113台収容） |

### 図書館の構造

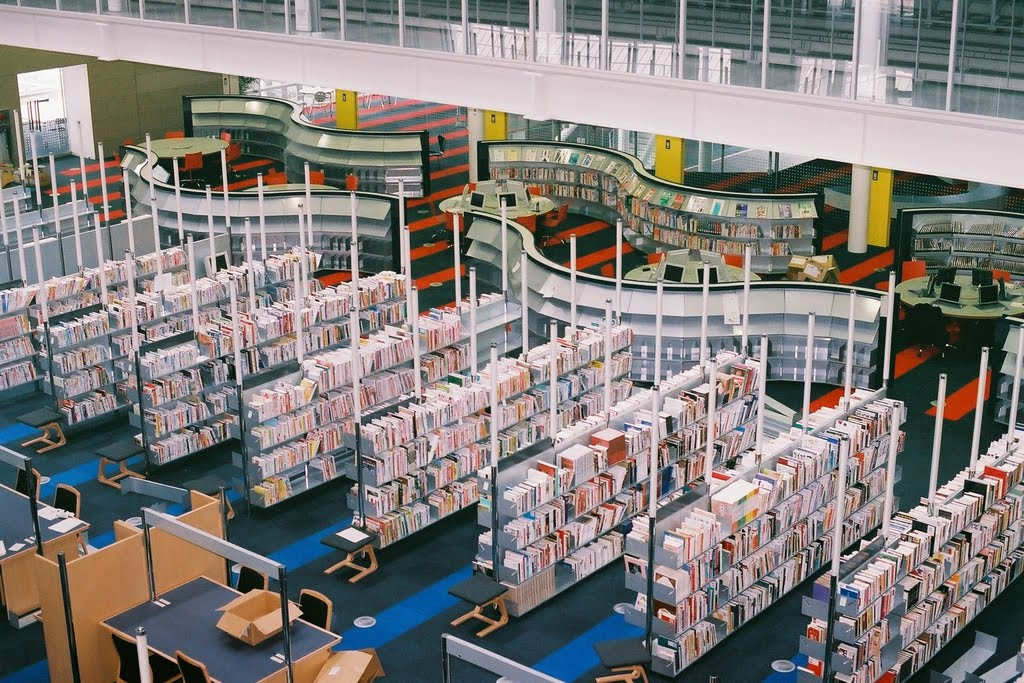
2階の一般開架

ゆうき図書館は結城市民情報センターの1階から4階の各一部を占め、1階で子供向け、2階で大人向けの図書・資料を主に扱い、3階は書庫である。2階から3階は大きな吹き抜けを設け、書架から天井に向かって縦向きに配置された蛍光灯とともに、ゆうき図書館を印象付ける特徴となっている。空調は人を感知して送風する「床吹き出し方式」を採っている。
館内の構成は以下の通り。
| 階  | 面積（m2） | 主な設備                                                                       |
| 4階 | 124.9      | ギャラリー2（多田富雄・新川和江コレクション）                                  |
| 3階 | 701.7      | ギャラリー1（新川和江コレクション）、書庫                                      |
| 2階 | 1,395.2    | 一般開架、貸出・返却カウンター、レファレンスカウンター、多田富雄資料室、学習室 |
| 1階 | 778.5      | 児童開架、貸出・返却カウンター、事務作業室、名誉館長室、対面朗読室             |

## 設備の特色

### 自動化された設備群
ゆうき図書館は開館当時最新鋭の自動化設備を多数取り入れた。すなわち、ICタグ、自動貸出機、自動返却装置、自動化書庫である。ゆうき図書館ではこれらの設備について、いつかは陳腐化するものであると考えており、市民が情報を得るだけの場所でなく、市民の情報発信拠点として図書館を活用してほしいと願っている。
ICタグは、ゆうき図書館より3週間早く開館した笠間市立図書館（現・笠間市立笠間図書館）に先を越されたものの茨城県では2番目の導入であり、ICタグの導入を検討するほとんどの図書館員が知っているとされるほど、日本国内では著名な図書館である。ICタグは図書と図書館利用カードの両方に埋め込まれており、利用者は自動貸出機に借りたい図書を積み重ね、1番上に利用カードを置いて、タッチパネルで貸出冊数を入力し、「貸出ボタン」を押すと貸出手続きを完了することができる。貸出冊数を入力するのは、自動貸出機がICタグの読み取りをより正確に行うための工夫であるという。簡単な操作で貸し出しできるため多くの利用者が自動貸出機を使い、機械ものに強い子供が大人に操作方法を教える場面もあるという。なおカウンターへ持って行って貸出手続きを行うことも可能であり、AV資料に関しては必ずカウンターでの貸出処理を要する。
自動返却装置は館外の返却ポストと連動しており、図書をポストに投入するとセンサーが作動して約22m離れた1階カウンター裏の搬送口まで自動的に図書を運ぶ。この装置には図書運搬機能しか付いておらず、ICタグを読み取って返却処理をする機能はない。
自動化書庫はICタグですべての図書の位置を管理し、開館1年後の時点で図書収納用コンテナ約3,000個、収蔵可能冊数約12万冊の規模であり、将来的な拡張余地を残していた。カウンターで利用したい図書を職員が入力すると、その図書を含むコンテナが自動的に運ばれ、60 - 90秒ほどでカウンター裏の入出庫口に到着する。書庫に戻す際は、入出庫口のICタグセンサーで図書のタグを読み込ませ、空いているコンテナに図書を詰めれば自動的に書庫へ戻る。コンテナの空き具合も自動管理されているため、職員が「このくらいの空きがあるコンテナがほしい」と入力すると自動的に該当するコンテナが入出庫口に送られる。書庫は全面ガラス張りのため、2階の一般開架から書庫内をコンテナが行き来する様子を見ることができる。東日本大震災の際は地震直後の停電で機能が停止したものの、通電が再開した後には業者によるメンテナンスにより問題なく作動し、書庫内での資料の落下はなかったという。なお自動化されていない通常の書庫もある。

### 読書通帳
ゆうき図書館では2015年（平成27年）9月4日より、「読書履歴プリントシステム」（読書通帳）の運用を開始した。読書通帳の導入は茨城県で初めてであり、結城市の要望を受けて常陽銀行結城支店が寄贈した株式会社ライトキッズの製品を利用する。
ゆうき図書館の導入した読書通帳は銀行の預金通帳型で、「読書履歴プリントシステム」と名付けられた専用の機械で、借りた図書の貸出日、タイトル、著者、ジャンルを印字する。2016年（平成28年）に通帳デザインが変更され、結城紬をイメージした模様の背景に結城市のキャラクター「まゆげった」が描かれた結城市オリジナルのものになった。
読書通帳の導入は子供の読書の励行の一環であり、結城市では導入前から年間100冊読んだ小学生、50冊読んだ中学生に市長賞を贈ってきた。読書通帳導入は成功し、導入から約4か月間（2015年9月4日 - 12月24日）の小学生の貸出冊数は9,414冊と前年同期間比の約2.6倍を記録した。通帳1冊で貸出図書を216冊分印字できるが、4か月で通帳が2冊目に入っている児童もいたという。子供の読書を推進する目的で導入したため、導入初年は市内の全小学生約2,800人が通帳の配布対象であり、2016年（平成28年）から中学生へも配布するようになった。同年11月からは、高校生以上に対しても希望すれば有料（1冊100円）で発行するようになった。

## サービスの特色

### 情報提供の推進
ゆうき図書館は開館以来、「図書館以上」のサービスを提供することを目標に据え、文芸作品よりも調べものや研究に役立つ資料の収集を重視してきた。この目標設定は結城市の土地柄にマッチし、潜在的な市民の調査研究需要、特に郷土資料を求める市民のニーズの掘り起こしにつながった。ここから派生して、ゆうき図書館では「結城市関連論文ナビゲーター」というウェブサービスを構築した。同ナビゲーターは、CiNiiのアプリケーションプログラミングインタフェース（API）を利用したもので、キーワードを選ぶと、関連する学術論文を表示するものである。キーワードを市民から公募することで市民参加型のサービスを目指し、学術界とは縁遠い一般の利用者が自然とCiNiiの存在を知覚するように意図されている。「結城市関連論文ナビゲーター」は2009年（平成21年）11月11日に第1回CiNiiウェブAPIコンテスト優秀作品賞を受賞した。
このほか、国立国会図書館の雑誌記事索引と富士山マガジンサービスの記事・目次RSSを利用した「新着雑誌記事速報」、iGoogleやブクログを利用した所蔵資料紹介、はてなブックマークを利用したパスファインダーなど、既存サービスを利用した費用をかけずにできるウェブサービスを次々と導入・提供してきた。こうしたことが可能だった背景に、ゆうき図書館職員に大学図書館での勤務経験があった職員が在籍していたことが挙げられ、大学図書館で提供していたサービスを公共図書館向けにアレンジしていったのであった。
2007年（平成19年）、ゆうき図書館内の組織として「ゆうき図書館Webサービス勉強会」を立ち上げ、2009年（平成21年）にGoogleグループに活動拠点を移すにあたって日本全国の図書館員を対象とした「公共図書館Webサービス勉強会」へと発展させた。この勉強会では実用的なウェブサービスの議論が行われ、その成果は所属メンバーの図書館の業務に生かされている。

### 子ども司書養成講座
子ども司書養成講座は2013年（平成25年）より小学校高学年（5・6年生）を対象に開催する、ゆうき図書館の夏休みの名物企画である。この企画では司書体験を通して読書の楽しさを発信する力を養成することを目的としており、3日間の日程で、図書館の見学、図書館業務の体験、図書館を使って調べ学習を行う方法と図書館の広報方法の習得といったカリキュラムをこなし、最後の仕上げとして1階に「子ども司書のおすすめ棚」を設置する。「子ども司書のおすすめ棚」の完成度は高く、市民からも評価を得ている。3日間の講座ながら、参加した子供からは「もっと長くやってほしかった」との意見もある。
なお小学校低学年向けには「たのしいとしょかんツアー」と題して図書館の利用方法の解説やおはなし会の開催、中学年向けには「図書館探検ツアー」と題して図書館の利用方法の解説、自動返却装置・自動化書庫・貴重書庫の見学などを実施している。

### 郷土の人物コーナー/コレクション

#### 新川和江
ゆうき図書館は、結城市出身で結城市名誉市民であると同時にゆうき図書館名誉館長の新川和江が寄贈した図書や詩集など約1万冊と、新川の愛用した筆記用具や自筆原稿・書などを保有する。結城市では、2001年（平成13年）3月に新川へ名誉市民の称号を贈った際に名誉館長への就任を打診し、これに新川が応じる形で図書を寄贈した。寄贈書には新川自身の詩集をはじめ、北原白秋や中勘助の全集、『世界名詩集』などがあり、絶版本など入手困難な貴重書も含まれる。これらの寄贈書は「新川和江コレクション」と命名された。
2階の郷土資料コーナーの一角に「新川和江コーナー」を設置し、新川の著作や新川和江賞受賞作品集を配架する。特に『新川和江全詩集』が利用者の人気を集めているという。また新川和江コレクションは3・4階のギャラリーで展示している。

#### 多田富雄
多田富雄は結城市出身の免疫学者であるとともに能の作者でもあり、結城市名誉市民になっている。多田の死後、遺族から寄贈された約1,000冊の資料群を多田富雄コレクションとして保有し、4階のギャラリー2で公開する。また2015年（平成27年）3月27日には多田富雄資料室を2階に設置し、多田のゆかりの品約100点を展示・公開している。

### 新川和江賞
新川和江賞は正式名称を「新川和江賞〜未来をひらく詩のコンクール〜」と称し、新川和江が審査委員長となって選考する詩のコンクールである。2008年（平成20年）度にゆうき図書館開館5周年記念事業として創設し、2009年（平成21年）2月14日に第1回表彰式を挙行した。
「未来をひらく」と銘打っているようにコンクールの応募資格は結城市に在住・通学する小学生から高校生までとしている。2015年（平成27年）度は2,060点もの応募があり、新川に師事する人々の集う「センダンの木の集い」メンバーが事前審査を行い、絞り込まれた入賞候補作の中から新川自らが授賞作を決める。